# Hans-Peter Feldmann

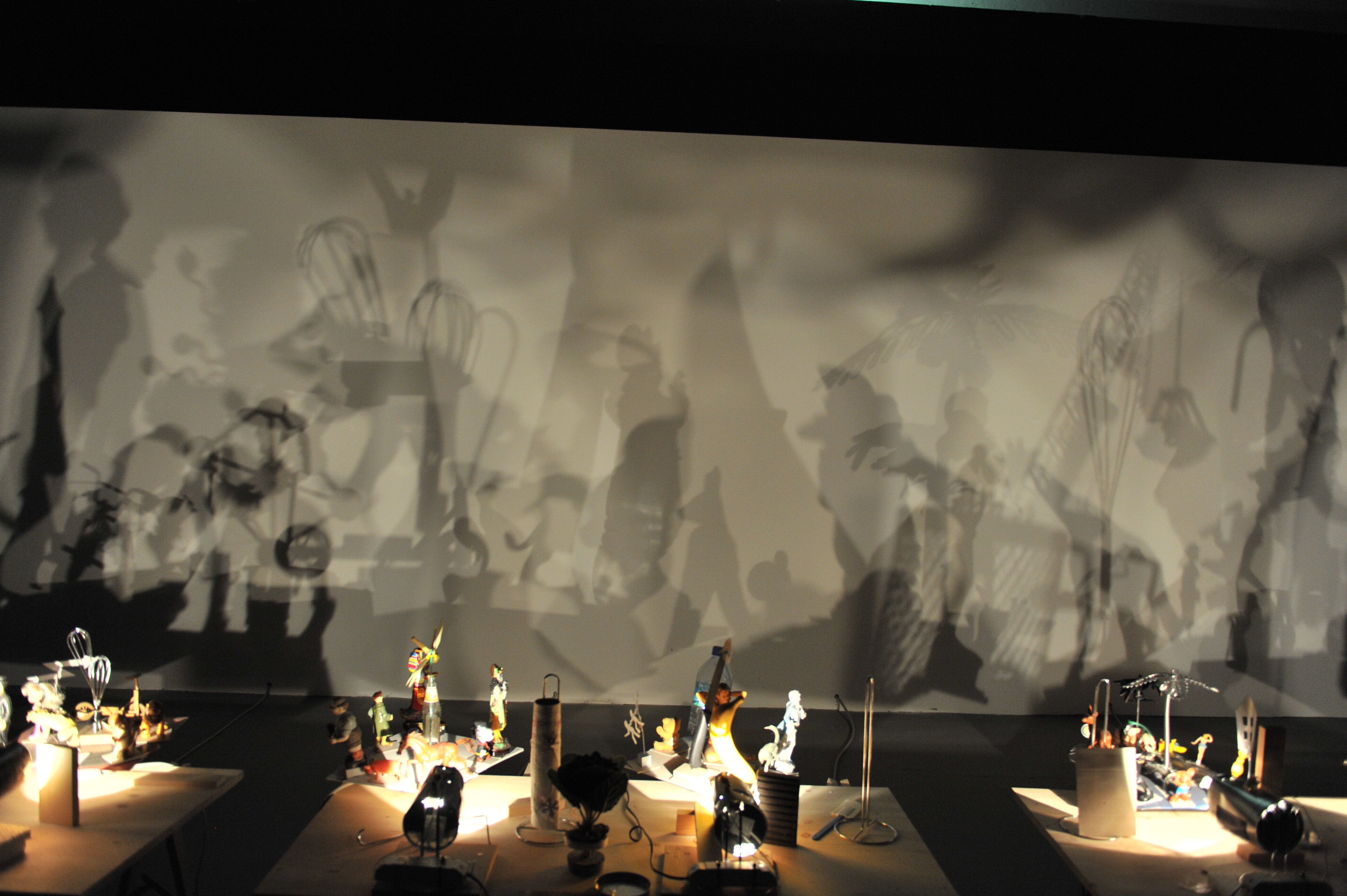
Escenografía del autor

Hans-Peter Feldmann (Düsseldorf, 17 de enero de 1941-30 de mayo de 2023) fue un artista visual alemán. Feldmann usó la colección de imágenes del tipo que sea, su ordenamiento alusivo, y la presentación de determinada representación (sea fotográfica, artística o suma de objetos privados) como medios expresivos.

## Trayectoria
Hans-Peter Feldmann, desde finales de los años 70, fue una figura reconocida del movimiento denominado arte conceptual y llevó a cabo muchos libros artísticos en diferentes formatos. 
Desde 1998, utilizó y armó colecciones de imágenes, las ordenaba alusivamente, presentaba diversas representaciones (fotográfica, artística, postales, copias, objetos privados) como medios expresivos y a la vez críticos o reflexivos del presente. Son una especie de gabinetes de curiosidades del siglo XXI. Entre ellas figuran imágenes de portadas de prensa de todo el mundo del doce de septiembre de 2001 ("9/12"), en las que aparecen las torres gemelas de Nueva York.
Fue nombrado para la Bienal HUGO BOSS PRIZE en 2010. Este premio incluyó una exposición en el Solomon R. Guggenheim Museum, Nueva York, en mayo de 2011.

## Exposiciones
- 1972 - Billeder af Feldmann (Bilder von Feldmann), Daner Galleriet, Copenhague, Dinamarca
- 1977 - Eine Stadt: Essen, Museum Folkwang Essen, Alemania
- 1990 - Hans-Peter Feldmann, das Museum im Kopf, Portikus, Frankfurt; Kunstverein für die Rheinlande und Westfalen, Düsseldorf, Alemania
- 1999 - Hans-Peter Feldmann: Bücher, Neues Museum Weserburg Bremen, Alemania
- 2001 - Hans-Peter Feldmann, 100 Jahre, Museum Folkwang Essen 2001, Alemania
- 2001 - Hans-Peter Feldmann 272 p. Fundacio Antoni Tapies, Barcelona
- 2002 - Hans-Peter Feldman 272 p. Centre nationale de la photographie, París, Fotomuseum Winterthur
- 2006 - Hans-Peter Feldmann in der Antikensammlung der Kunsthalle zu Kiel, Kunsthalle Kiel der Christian Albrechts-Universität, Schleswig-Holsteinischer Kunstverein Kiel, Alemania
- 2007 - Hans-Peter Feldmann, Museum am Ostwall in Dortmund, Die Toten, Alemania
- 2007 - Hans-Peter Feldmann, Skulptur.Projekte, Münster (Westfalia) 2007, Sanierung, bzw. Neugestaltung der Toilettenanlagen am Domplatz (Münster), Alemania
- 2010 - Hans-Peter Feldmann, Malmö Konsthall, Malmö, Suecia[3]
- 2010 - Hans-Peter Feldmann, Pinakothek der Moderne, Munich, Alemania
- 2010/11 - An Art Exhibition, Museo Nacional Centro de Arte Reina Sofía MNCARS, Madrid

## Exposiciones colectivas
- 1972 - dokumenta 5, Kassel, Alemania
- 1975 - Biennale de la Jeneusse, París
- 1977 - dokumenta 6, Kassel, Alemania
- 2003 - Biennale di Venezia, Italia
- 2009 - Biennale di Venezia, Italia
- 2010 - Museum für Moderne Kunst (MMK), Fráncfort, Alemania
- 2010 - Ruhrblicke, Zeche Zollverein, Essen, Alemania